# Parc régional de la Rivière-Gentilly
Le parc régional de la Rivière-Gentilly est un parc régional québécois situé à Sainte-Marie-de-Blandford et Bécancour, dans la municipalité régionale de comté (MRC) de Bécancour, dans la région administrative du Centre-du-Québec, au Québec, au Canada.

## Activités
Ce parc récréotouristique offre une gamme d'activités comme la randonnée pédestre, le vélo de montagne et la raquette ainsi qu'un camping des chalets. Il offre aussi à Sainte-Gertrude un camping équestre et des sentiers pour sentiers équestres.

## Administration
Ce parc régional est administré par « l'Association pour l'aménagement de la rivière Gentilly Inc. », un organisme sans but lucratif créé le 3 juin 1992 en vertu de la Loi sur les compagnies du Québec (partie 3). Cet organisme est géré par un conseil d'administration.

## Histoire du parc
Omer Thibodeau est le fils d'Alphonse Thibodeau qui avait acheté et exploité une scierie. 